# Pečenjevce
Pečenjevce je naselje u gradu Leskovcu, Jablanički upravni okrug, Srbija. Prema popisu iz 2022. godine u Pečenjevcu je živjelo 1203 stanovnika.

## Galerija
- Dom kulture Pečenjevce
- Crkva Svetog Ilije u Pečenjevcu
- Spomen-česma posvjećena Tomi Zdravkoviću u Pečenjevceu

## Poznate ličnosti
- Toma Zdravković, jugoslavenski i srbijanski pjevač i kantautor narodne glazbe